# 100641 Cledassou
100641 Cledassou è un asteroide della fascia principale. Scoperto nel 1997, presenta un'orbita caratterizzata da un semiasse maggiore pari a 2,604594 UA e da un'eccentricità di 0,160647, inclinata di 29,949592° rispetto all'eclittica. Ha un periodo di rotazione di 12,5992 ore.